# Ostoja w Paśmie Brzanki
Ostoja w Paśmie Brzanki (PLH120047) – projektowany specjalny obszar ochrony siedlisk, aktualnie obszar mający znaczenie dla Wspólnoty, położony na Pogórzu Ciężkowickim, w zachodniej części Pasma Brzanki. Zajmuje powierzchnię 788,9 ha i znajduje się na terenie gmin Ryglice, Gromnik i Tuchów w powiecie tarnowskim (województwo małopolskie).
Całe terytorium obszaru leży w granicach Parku Krajobrazowego Pasma Brzanki.
W obszarze podlegają ochronie następujące siedliska z załącznika I dyrektywy siedliskowej:
- żyzna buczyna karpacka (Dentario glandulosae-Fagetum) – ok. 50% obszaru
- kwaśna buczyna górska (Luzulo luzuloidis-Fagetum)
- grąd (Tilio-Carpinetum)
- jaworzyna z języcznikiem zwyczajnym
- łęgi

Dodatkowo, występują tu następujące gatunki z załącznika II:
- bóbr europejski (Castor fiber)
- wydra (Lutra lutra)
- traszka grzebieniasta (Triturus cristatus)
- traszka karpacka (Lissotriton montandoni)
- kumak górski (Bombina variegata)